# Pfafflar
Pfafflar è un comune austriaco di 102 abitanti nel distretto di Reutte, in Tirolo.